# Provincia de Timor Oriental
Timor Oriental (en indonesio: Timor Timur) fue una provincia de facto de Indonesia que existió entre 1976 y 1999 durante la ocupación indonesia de Timor Oriental. Su territorio correspondía al anterior Timor portugués y al actual país independiente de Timor-Leste.
Desde 1702 hasta 1975, Timor Oriental fue un territorio de ultramar de Portugal, llamado "Timor portugués". En 1974, Portugal inició un proceso de descolonización gradual de los territorios de ultramar que le quedaban, incluido el Timor portugués. Durante el proceso estalló un conflicto civil entre los diferentes partidos timorenses. En 1975, Indonesia invadió Timor Oriental y en 1976 anexó formalmente el territorio, declarándolo como su provincia número 27 y rebautizándola como "Timor Timur". Sin embargo, Naciones Unidas no reconoció la anexión y siguió considerando a Portugal como la potencia administradora legítima de Timor Oriental. Tras el final de la ocupación de Indonesia en 1999, así como un período de transición administrado por las Naciones Unidas, Timor Oriental se independizó formalmente de Portugal en 2002 y adoptó el nombre oficial de Timor-Leste.

## Trasfondo

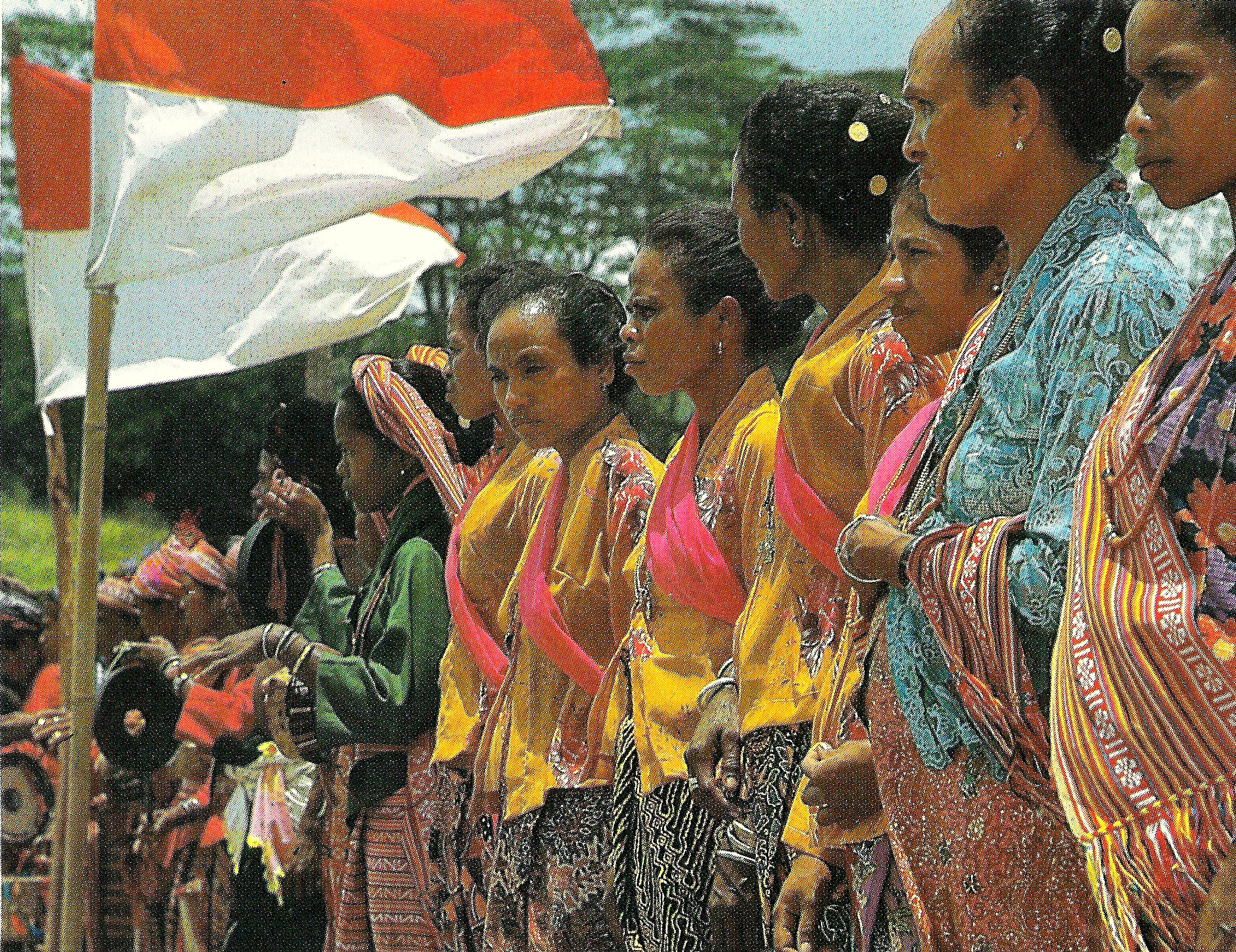
Mujeres timorenses con la bandera nacional de Indonesia.

Desde 1702 hasta 1975, Timor Oriental fue un territorio de ultramar de Portugal, siendo últimamente oficialmente la provincia portuguesa de ultramar de Timor, generalmente conocida como "Timor portugués". Tras la Revolución de los Claveles de 1974, el nuevo gobierno de Portugal inició un proceso de descolonización gradual de sus territorios de ultramar, incluido el Timor portugués. Durante el proceso estalló un conflicto civil entre los diversos partidos políticos timorenses, prevaleciendo el "Frente Revolucionario para un Timor Oriental Independiente" (Fretilin) y pudiendo controlar la capital Dili, obligando al gobernador portugués y su personal a trasladar su asiento a la isla de Atauro.
El 28 de noviembre de 1975, Fretilin declaró unilateralmente la independencia del entonces portugués Timor, llamándolo República Democrática de Timor Oriental (en portugués, "República Democrática de Timor-Leste "). Sin embargo, Portugal no reconoció esa independencia, y el gobernador portugués siguió estando presente y administrando formalmente la provincia desde Atauro, aunque con una autoridad de facto limitada sobre el territorio restante de Timor Oriental.
Nueve días después, Indonesia inició la invasión de la mayor parte del territorio de Timor Oriental. Tras la invasión, el gobernador portugués y su personal partieron de Atauro a bordo de dos buques de guerra portugueses. Como declaración de soberanía, Portugal mantuvo esos buques de guerra patrullando las aguas alrededor de Timor Oriental hasta mayo de 1976.
El 17 de julio de 1976, Indonesia anexó formalmente Timor Oriental como su provincia número 27 y cambió su nombre oficial a Timor Timur, la traducción indonesia de "Timor Oriental". Entonces se prohibió el uso de la lengua portuguesa, ya que se consideraba una reliquia de la colonización.
La anexión fue reconocida por algunos países, siendo los más relevantes Estados Unidos y Australia, pero no fue reconocida por Portugal, la mayoría de los demás países[cita requerida] y las Naciones Unidas. Las Naciones Unidas siguieron reconociendo a Portugal como potencia administradora legítima de Timor Oriental.
Los indonesios se fueron en 1999 y Timor Oriental quedó bajo la administración de las Naciones Unidas.
Después del restablecimiento de la independencia de Timor-Leste en 2002, el gobierno de Timor Oriental solicitó que se usara el nombre Timor-Leste en lugar de "Timor Oriental". Esto es para evitar el término indonesio y su recordatorio de la ocupación indonesia.[cita requerida]

## Gobierno
Al igual que con todas las provincias de Indonesia, la autoridad ejecutiva recaía en un gobernador (gubernur) y un vicegobernador (wakil gubernur) elegidos por el Consejo Regional Representativo del Pueblo (Dewan Perwakilan Rakyat Daerah, DPRD) cada cinco años. La autoridad legislativa recaía en el DPRD, tanto a nivel de provincia como de regencia.

### Gobernadores
Lista de gobernadores de la provincia de Timor Oriental (indonesio: Gubernur Provinsi Timor Timur) de 1976 a 1999:
| Gobernadores de Timor Timur durante la ocupación indonesia | Gobernadores de Timor Timur durante la ocupación indonesia | Gobernadores de Timor Timur durante la ocupación indonesia | Gobernadores de Timor Timur durante la ocupación indonesia | Gobernadores de Timor Timur durante la ocupación indonesia | Gobernadores de Timor Timur durante la ocupación indonesia | Gobernadores de Timor Timur durante la ocupación indonesia |
| No.                                                        | Retrato                                                    | Nombre                                                     | Periodo                                                    | Periodo                                                    | Jefe de Estado (Mandato) |                                                            |
| No.                                                        | Retrato                                                    | Nombre                                                     | De                                                         | Hasta                                                      | Jefe de Estado (Mandato) |                                                            |
| ---------------------------------------------------------- | ---------------------------------------------------------- | ---------------------------------------------------------- | ---------------------------------------------------------- | ---------------------------------------------------------- | --- | ---------------------------------------------------------- |
| 1                                                          |                                                            | Arnaldo dos Reis Araújo [id] Gobernador                    | 3 de agosto de 1976                                        | 19 de septiembre de 1978                                   | Suharto Presidente de Indonesia (27 de marzo de 1968 – 21 de mayo de 1998) Jusuf Habibie Presidente de Indonesia (21 de mayo de 1998 – 20 de octubre de 1999) |                                                            |
| 2                                                          |                                                            | Guilherme María Gonçalves [id] Gobernador                  | 19 de septiembre de 1978                                   | 17 de septiembre de 1981                                   | Suharto Presidente de Indonesia (27 de marzo de 1968 – 21 de mayo de 1998) Jusuf Habibie Presidente de Indonesia (21 de mayo de 1998 – 20 de octubre de 1999) |                                                            |
| 3                                                          |                                                            | Mário Viegas Carrascalão Gobernador                        | 18 de septiembre de 1981                                   | 18 de septiembre de 1992                                   | Suharto Presidente de Indonesia (27 de marzo de 1968 – 21 de mayo de 1998) Jusuf Habibie Presidente de Indonesia (21 de mayo de 1998 – 20 de octubre de 1999) |                                                            |
| 4                                                          |                                                            | José Abílio Osório Soares Gobernador                       | 18 de septiembre de 1992                                   | 19 de octubre de 1999                                      | Suharto Presidente de Indonesia (27 de marzo de 1968 – 21 de mayo de 1998) Jusuf Habibie Presidente de Indonesia (21 de mayo de 1998 – 20 de octubre de 1999) |                                                            |

## Divisiones administrativas

Mapa de la provincia de Timor Oriental c. 1990s.

La provincia se dividió en trece regencias (kabupaten) y una ciudad administrativa (kota administratif). Estos se enumeran a continuación junto con sus distritos (kecamatan), para diciembre de 1981:
- Ciudad Administrativa de Dili, sirvió como la capital de Timor Oriental, también la capital y parte de la regencia de Dili, constaba de los distritos de Dili Oriental (Dili Timur) y Dili Occidental (Dili Barat), que anteriormente pertenecían a la regencia de Dili antes de la creación de la administración. estatus de ciudad en noviembre de 1981.
- Regencia de Dili , constaba de la ciudad administrativa de Dili, los distritos de Atauro y Metinaro.
- Regencia de Baucau, con su capital en Baucau, constaba de los distritos de Baucau, Vemasse, Laga, Baguia, Venilale y Quelicai.
- Regencia de Manatuto, con su capital en Manatuto, constaba de los distritos de Manatuto, Laclubar, Barique, Laclo y Laleia.
- Regencia de Lautem, con su capital en Lospalos, constaba de los distritos de Lospalos, Luro, Iliomar, Lautem y Tutuala.
- Regencia de Viqueque, con su capital en Viqueque, constaba de los distritos de Viqueque, Ossu, Uato-Lari, Lacluta y Uato-Carbau.
- Regencia de Ainaro, con su capital en Ainaro, constaba de los distritos de Ainaro, Maubisse, Hatu-Bullico, Hato-Hudo y Mape .
- Regencia de Manufahi, con su capital en Same, constaba de los distritos de Same, Alas, Fato-Berliu y Turiscai .
- Regencia de Kova-Lima, con su capital en Suai, constaba de los distritos de Suai, Tilomar, Fohorem, Fatu-Lulic y Fatu-Mean.
- Regencia de Ambeno, con su capital en Pante-Makassar, constaba de los distritos de Pante-Makassar, Oe-Silo, Nitibe y Passabe.
- Regencia de Bobonaro, con su capital en Maliana, constaba de los distritos de Maliana, Bobonaro, Lolotoi, Atabai, Balibo y Cailaco.
- Regencia de Liquica, con su capital en Liquica, constaba de los distritos de Liquica, Bazar-Tete y Maubara.
- Regencia de Ermera, con su capital en Gleno, constaba de los distritos de Ermera, Atsabe, Hatolia, Lete-Foho y Railaco.
- Regencia de Aileu, con su capital en Aileu, constaba de los distritos de Aileu, Remexio, Laulara y Lequidoe.